# Bergliot Ibsen
Bergliot Ibsen, z domu Bjørnson (ur. 16 czerwca 1869 w Christianii, zm. 2 lutego 1953 w Bolzano) – norweska śpiewaczka operowa, mezzosopran.
Była córką pisarza i noblisty, Bjørnstjerne Bjørnsona, oraz synową dramaturga Henrika Ibsena. Śpiewu uczyła się w Paryżu i tam debiutowała, wykonując głównie pieśni Halfdana Kjerulfa i Edvarda Griega do wierszy ojca. Odbyła tournée po Danii i Norwegii. Szybko ograniczyła swoje występy do koncertów charytatywnych. Jest autorką wspomnień, w których opisała wzajemne relacje ojca i teścia.